# رائول پائس
رائول پائس (اسپانیایی: Raúl Páez‎؛ زادهٔ ۲۶ مهٔ ۱۹۳۷) بازیکن فوتبال اهل آرژانتین بود.
از باشگاه‌هایی که در آن بازی کرده‌است می‌توان به باشگاه ورزشی سن لورنسو آلماگرو اشاره کرد.
وی همچنین در تیم ملی فوتبال آرژانتین بازی کرده‌است.